# Авиационно-космический институт Ирана

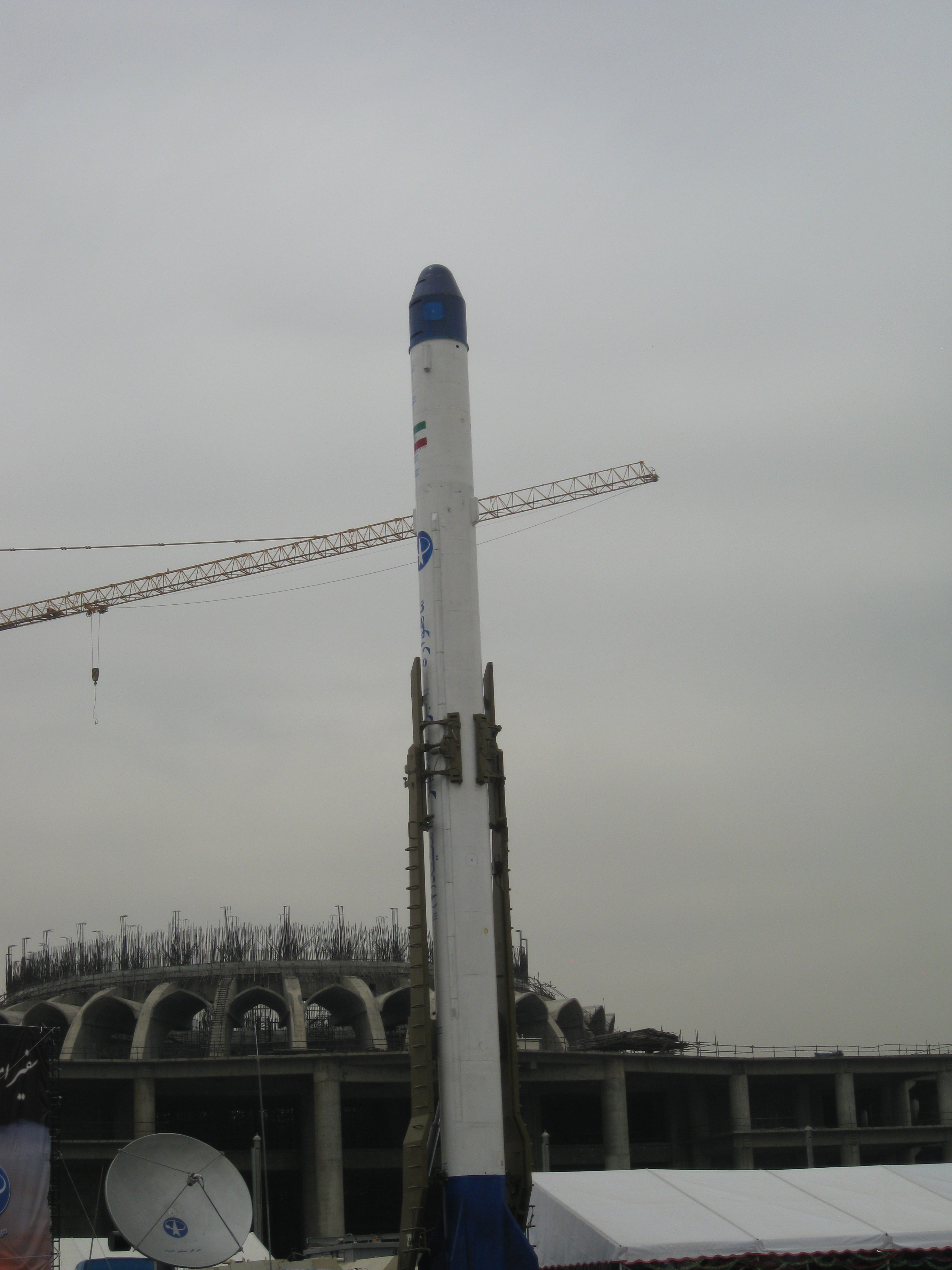
Ракета перед запуском второго исследовательского и телекоммуникационного спутника Ирана «Омид»

Авиационно-космический институт Ирана (перс. پژوهشگاه هوافضای ایران‎) был создан в 1996 году Министерством науки, исследований и технологий с целью проведения научных изысканий в авиационно-космической области. С первых дней своего основания институт работает на удовлетворение научных запросов Ирана в авиационно-космической отрасли и установление эффективной связи с соответствующими отраслями промышленности.

## Основные задачи Института
- развитие и распространение научных исследований в авиационно-космической области и руководство исследованиями в рамках обеспечения национальных интересов.
- создание необходимых предпосылок для повышения уровня исследовательской деятельности в соответствующей области.
- развитие научных исследований с целью выживания и развития в век информации, знания и полётов в космос.
- эффективная деятельность по популяризации знания и развитию научных исследований в области авиакосмической науки и технологий.
- создание необходимых предпосылок для повышения уровня научно-исследовательской и творческой деятельности в авиакосмической области[1].

## Научные отделы и исследовательские группы Института
- Отдел авиационных наук и технологий
- Отдел космических систем
- Отдел управления, права и стандартов в авиакосмической сфере
- Группа авиакосмической физиологии

## Прочие виды деятельности Института
- изучение и выявление научных запросов в области авиакосмических технологий
- ведение фундаментальных и прикладных исследовательских проектов и разработок в рамках реализации задач института
- создание необходимых возможностей, соответствующих научно-технической деятельности института
- научное сотрудничество с университетами и высшими образовательными и научно-исследовательскими учреждениями в стране и за рубежом с целью повышения качества научно-исследовательской деятельности, направленной на получение доступа к последним достижениям в авиакосмической сфере при соблюдении соответствующих законов и правил
- консультации физических и юридических лиц на основании результатов научно-исследовательской деятельности института
- издание научных журналов, монографий, учебных пособий, создание электронных ресурсов и компьютерных программ, соответствующих задачам института согласно определённым критериям и правилам
- проведение научных конференций и презентация научных достижений в рамках обучающих семинаров при соблюдении определённых критериев и правил
- выявление и презентация авиакосмических технологий, сотрудничество с научно-исследовательскими организациями, институтами и учреждениями в рамках получения доступа к последним научным достижениям в авиакосмической сфере
- помощь в проведении исследований и разработок на национальном уровне, а также популяризация научных исследований в авиакосмической сфере за исключением военной отрасли
- привлечение и освоение авиакосмических технологий[1].